# Ruínas de Quilmes
Ruinas de Quilmes, também conhecida como Cidade Sagrada Quilmes é um sítio arqueológico de um assentamento indígena pré-colombiano da cultura Quilme, localizado na província de Tucumã, na Argentina.

## História

### Origem e declínio
Ainda não se sabe o ano de origem da antiga cidade Quilme, acredita-se que os assentamentos indígenas da região do Vale de Calchaquí se iniciaram no século X d.C.
Desde o primeiro contato com os espanhóis, em 1562, ocorreram vários conflitos. Durante a terceira Guerra Calchaqui, no ano de 1667, os Quilmes foram derrotados, e tiveram que fazer um êxodo forçado, a pé, para uma região a 1500 Km de distancia, próximo a Buenos Aires.

### Descoberta
Um dos primeiros registros sobre o sítio ocorreu em 1883, em uma visita de Lafone Quevedo à região. Em 1897, Juan Ambrosetti realizou o primeiro estudo mais detalhados do sítio, com interpretações dos espaço e de seus antigos habitantes.

### Preservação e administração
Em 1975, o sítio foi declarado como Monumento Histórico através da Lei nº 4.398/75, e passou por um processo de reconstrução até o ano de 1981. Foi aberto ao público em 3 de dezembro de 1980. Passou por um período de abandono até o ano de 1992, quando a administração passou para o empresário Hector Cruz, através de uma licitação pública com concessão de 10 anos. O empresário, não respeitando o aspecto patrimonial e histórico do sítio arqueológico, construiu um hotel e um amplo estacionamento na área do sítio. Após o período de concessão, o empresário continuou a administrar o sítio; e a Comunidade indígena Quilmes (CIQ) entrou com um processo de reinvindicação das ruínas, não obtendo êxito. Em 2008, a comunidade ocupou o sítio e passou a administra-lo, dando o nome de "Ciudad Sagrada de Quilmes" (em português: Cidade Sagrada de Quilmes).

## Características
As ruínas do sítio apresentam fundações de estruturas como residências, templos e fortificações. Também foram encontrados artefatos como cerâmicas decoradas, ferramentas de pedra e peças de bronze para rituais religiosos.
Através de estudos arqueológicos, observou-se que a cidade fortificada ocupava uma área de 161,87 hectares, cercada por um muro de proteção, e dividida em dois setores: a residencial, na zona do cone aluvial; e a fortaleza, na subida da colina.
As residências foram construídas em paredes dupla de pedra, com preenchimento de terra e seixos entre elas; possuíam formato quadrangular, com apenas um cômodo e eram conectadas com outras residências através de pátios ou ruas, e algumas residências eram conectadas com áreas de armazenamento, que possuíam formato circular. Nas encostas das colinas construíram plataformas para o cultivo de milho, feijão, batata, amendoim, abóbora e pimentão. Havia um elaborado sistema hidráulico, com barragens e canais revestidos de pedras planas, que servia tanto para o consumo quanto para a irrigação do cultivo.

## Turismo
O sítio arqueológico está aberto para visitação, com visita guiada. Pode-se chegar em veículo próprio ou através de empresas de turismo. No local há um Centro de Interpretações sobre a Cultura Quilme.